# Ricardo Zamora
Ricardo Zamora Martínez (Barcelona, 21 de enero de 1901-Barcelona, 8 de septiembre de 1978) fue un futbolista y entrenador español del primer tercio del siglo xx que alcanzó gran relevancia a lo largo de su carrera. Portero histórico del Real Club Deportivo Español, es considerado como el primer crack del fútbol español, y en su honor se instituyó en 1959 el «trofeo Zamora», que premia al guardameta menos goleado cada temporada en el campeonato de liga.
Tras finalizar su carrera como futbolista desarrolló una amplia trayectoria como entrenador donde destacan dos títulos de liga logrados con el Club Atlético de Madrid (que en ese entonces se llamaba Athletic-Aviación Club), los primeros de su historia. Cuando se retiró totalmente del fútbol, trabajó como empleado del club españolista hasta, prácticamente, el día de su fallecimiento.
Durante la década de los años 1920 y 1930 fue considerado como uno de los mejores jugadores del mundo, así como uno de los primeros casos de «jugador mediático» en la historia del fútbol español. Llegó incluso a protagonizar dos largometrajes, Por fin se casa Zamora (1926) y Campeones (1942).
Tiene una plaza con su nombre en la ciudad Condal, en el barrio de Sarriá, junto al ya desaparecido Estadio de Sarriá. Fue galardonado, a título póstumo, con la Medalla de Oro al Mérito Deportivo de España. Su hijo, Ricardo Zamora de Grassa también fue futbolista (y portero), jugando varias temporadas en Primera División y siendo conocido como Ricardo Zamora II.
Da también su nombre a un curioso movimiento de despeje del portero con el codo, inventado por él y que desde entonces es conocido como zamorana.
Debido a sus actuaciones, logros y trayectoria, fue incluido de manera póstuma por la FIFA en el salón de la fama del fútbol en el año 2012, siendo el segundo portero en ser reconocido tras Lev Yashin.

## Trayectoria

### Comienzos y consagración en España
Cuando Ricardo Zamora nació, el fútbol aún daba sus primeros pasos en España, con apenas un puñado de clubes conformados para su práctica. En 1916, con quince años, fichó por el Real Club Deportivo Español, tras disputar con el club una serie de partidos amistosos. Antes había disputado con el Universitary Sport Club cuatro partidos del Campeonato de Cataluña. Ya como españolista disputó su primer partido el 23 de abril de 1916 frente al Madrid Foot-ball Club que finalizó con empate a cero.

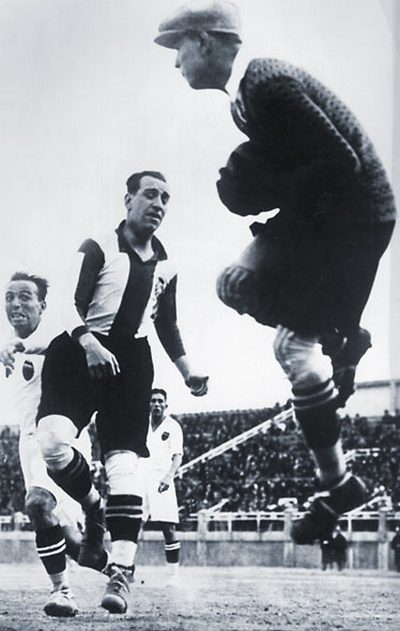
Ricardo Zamora en un partido con el Español.

En 1919 decidió retomar sus estudios, a voluntad de su familia que quería que al igual que su padre estudiara medicina, por lo que abandonó la disciplina españolista. Sin embargo, y ante la oposición familiar, retomó la actividad tras una cuantiosa oferta del club rival de la ciudad, el Fútbol Club Barcelona, que aceptó tras un enfado con la directiva españolista como así explicó el mismo Zamora años después:

“Les había prometido a mis padres que dejaría el fútbol para terminar mis estudios. Pero seguía reuniéndome con amigos para jugar y la directiva del Barça vino a hablar conmigo. Poco les costó convencerme de que volviese a tomar los botines y los guantes”.
Ricardo Zamora.

Fue azulgrana durante tres temporadas, con los cuales consiguió, en 1920, su primer título: el Campeonato de España de Copa de 1920 al vencer por 2-0 al Athletic Club, y que repitió en la edición de 1922 al ganar por 5-1 al Real Unión Club. La efeméride de su primera Copa fue en el mismo año se constituyó la selección española de cara a la participación en los Juegos Olímpicos de Amberes y Zamora no sólo formó parte de la misma, sino que se convirtió en la figura del equipo y logró reconocimiento por parte de otros países, lo que le sirvió para consagrarse a nivel internacional. España logró en aquellos Juegos la medalla de plata, que durante décadas fue el título más relevante alcanzado por el fútbol español.
Tras solicitar al club un aumento de ficha y no obtenerlo, retornó al conjunto españolista, donde permaneció otros ocho años. Fue con ellos con quien debutó en la que con el tiempo se convirtió en la máxima competición de clubes del país, el Campeonato de Liga, toda vez que se estableció finalmente en la temporada 1928-29, y tras un fallido intento el año anterior. Repitió como campeón de Copa en la edición de 1929 tras vencer en la final al Real Madrid Football Club por 2-1, el que sería su próximo equipo.
Fue en 1930 cuando Ricardo Zamora fichó por el conjunto madrileño, que pagó por él 150 000 pesetas, uno de los mayores precios de la época.. El presidente del R. C. D. Español nunca creyó que al solicitar ese precio en un posible traspaso hubiera algún equipo dispuesto a aceptar, pero así lo hizo el entonces presidente madridista Luis Usera. Llegó al club junto a Ciriaco Errasti y Jacinto Quincoces, defensas históricos y también internacionales, conformando una de las grandes defensas del fútbol español. Debutó con el club madrileño el 5 de octubre frente al Racing Club de Madrid en un partido del Campeonato Regional Centro. Una semana después el jugador se lesionó gravemente al romperse la clavícula en el partido frente al Athletic Club (Sucursal de Madrid) y estuvo apartado de los terrenos de juego hasta el 25 de enero de 1931. Fue la primera de las seis temporadas que jugó en la capital y donde disputó un total de 152 partidos entre todas las competiciones. Como ellos conquistó dos Campeonatos de Liga en 1931-32 y 1932-33, y otros dos Campeonatos de Copa —para un total de cinco en su haber— en las ediciones de 1934 y 1936. Esta última fue recordada por una inverosímil parada de Zamora en el tiempo de descuento del encuentro, señalada como el colofón de su carrera y a la que sucedió su retirada deportiva. Ésta se vio truncada por una convulsa situación política en el país que desembocó en el estallido de la Guerra Civil y que conllevó la suspensión de las actividades deportivas entre 1936 y 1939. Desgraciadamente Zamora fue uno de los que la sufrieron en primera persona.

### Exilio en Francia
Al comienzo de la guerra civil española y tras permanecer unas semanas escondido, fue detenido por el Gobierno de la República. Hubo rumores sobre su fusilamientoy, el 8 de diciembre de 1936, fue uno de los presos de la cárcel de Alcalá de Henares que salvaron la vida gracias a la intercesión del anarquista Melchor Rodríguez, que detuvo un intento popular de ejecutar a los detenidos en represalia por un bombardeo sobre la ciudad. Una intervención del gobierno argentino permitió su liberación. Marchó al exilio en enero de 1937 a bordo del vapor Tucumán que partió de Valencia con destino a Marsella, donde llegó el 28 de enero. En el viaje salían de España algunos periodistas de los diarios ABC, Ya y otros medios madrileños. Zamora se estableció en la ciudad francesa de Niza en marzo de 1937, donde junto a otro futbolista español, José Samitier, se enroló en las filas del equipo local, el Olympique Gymnaste Club de Niza. Allí disputó su último año y medio deportivo, compaginando en la temporada 1937-38 su puesto con el de entrenador.

### Carrera como entrenador
Finalizada la contienda el 1 de abril de 1939, volvió a España donde inició su carrera como entrenador.
Durante siete temporadas estuvo al frente del Atlético de Madrid (conocido entonces como Athletic-Aviación Club), ganando dos títulos de Liga. Posteriormente ocupó los banquillos del Real Club Celta de Vigo durante ocho temporadas en tres etapas distintas, el desaparecido Club Deportivo Málaga y el Real Club Deportivo Español, el club de su vida. Fue, así mismo, seleccionador de España en 1952 y director técnico del La Salle Fútbol Club de Caracas, Venezuela en 1953. Llegó a otras dos finales del Campeonato de España de Copa (llamado entonces Copa del Generalísimo), una con el conjunto vigués en 1948 y otra con el españolista en 1957.

## Estadísticas

### Clubes
Datos actualizados a fin de carrera deportiva.
En la temporada 1915-16 militó en el Universitary Sport Club, pero al final de la misma jugó una gira con el Real Club Deportivo Español por España, antes de fichar oficialmente, debutando así el curso 1916-17. Mediada la temporada 1937 se enrola en el Olympique Gymnaste Club de Nice —donde jugaba José Samitier—, y la temporada siguiente participa en el club francés como jugador-entrenador, disputando únicamente cuatro partidos.
| Club                        | Div.          | Temporada     | Liga        | Liga        | Copa  | Copa  | Regional    | Regional    | Total | Total |
| Club                        | Div.          | Temporada     | Part.       | G. R.       | Part. | G. R. | Part.       | G. R.       | Part. | G. R. |
| --------------------------- | ------------- | ------------- | ----------- | ----------- | ----- | ----- | ----------- | ----------- | ----- | ----- |
| Universitary S. C. · España | 1.ª C.        | 1915-16       | Inexistente | Inexistente | –     | –     | 4           | -7          | 4     | -7    |
| R. C. D. Español · España   | 1.ª C.        | 1916-17       | Inexistente | Inexistente | –     | –     | 15          | -10         | 15    | -10   |
| R. C. D. Español · España   | 1.ª C.        | 1917-18       | Inexistente | Inexistente | 3     | -3    | 10          | -10         | 13    | -13   |
| R. C. D. Español · España   | 1.ª C.        | 1918-19       | Inexistente | Inexistente | –     | –     | 4           | -2          | 4     | -2    |
| F. C. Barcelona · España    | 1.ª C.        | 1919-20       | Inexistente | Inexistente | 3     | -4    | 10          | -5          | 13    | -9    |
| F. C. Barcelona · España    | 1.ª C.        | 1920-21       | Inexistente | Inexistente | –     | –     | 12          | -11         | 12    | -11   |
| F. C. Barcelona · España    | 1.ª C.        | 1921-22       | Inexistente | Inexistente | 5     | -5    | 6           | -7          | 11    | -12   |
| F. C. Barcelona · España    | Total club    | Total club    | 0           | 0           | 8     | -9    | 28          | -23         | 36    | -32   |
| R. C. D. Español · España   | 1.ª C.        | 1922-23       | Inexistente | Inexistente | –     | –     | 2           | -2          | 2     | -2    |
| R. C. D. Español · España   | 1.ª C.        | 1923-24       | Inexistente | Inexistente | –     | –     | 9           | -8          | 9     | -8    |
| R. C. D. Español · España   | 1.ª C.        | 1924-25       | Inexistente | Inexistente | –     | –     | 13          | -14         | 13    | -14   |
| R. C. D. Español · España   | 1.ª C.        | 1925-26       | Inexistente | Inexistente | 7     | -9    | 7           | -2          | 14    | -11   |
| R. C. D. Español · España   | 1.ª C.        | 1926-27       | Inexistente | Inexistente | –     | –     | 8           | -9          | 8     | -9    |
| R. C. D. Español · España   | 1.ª C.        | 1927-28       | Inexistente | Inexistente | –     | –     | 14          | -11         | 14    | -11   |
| R. C. D. Español · España   | 1.ª           | 1928-29       | 15          | -24         | 9     | -15   | 7           | -2          | 31    | -41   |
| R. C. D. Español · España   | 1.ª           | 1929-30       | 11          | -20         | 7     | -6    | 9           | -14         | 27    | -40   |
| R. C. D. Español · España   | Total club    | Total club    | 26          | -44         | 26    | -30   | 98          | -84         | 150   | -158  |
| Real Madrid F. C. · España  | 1.ª           | 1930-31       | 12          | -13         | 5     | -5    | 2           | -3          | 19    | -21   |
| Real Madrid F. C. · España  | 1.ª           | 1931-32       | 17          | -15         | –     | –     | 8           | -6          | 25    | -21   |
| Real Madrid F. C. · España  | 1.ª           | 1932-33       | 18          | -17         | 9     | -6    | 10          | -7          | 37    | -30   |
| Real Madrid F. C. · España  | 1.ª           | 1933-34       | 12          | -20         | 9     | -7    | 9           | -10         | 30    | -37   |
| Real Madrid F. C. · España  | 1.ª           | 1934-35       | 16          | -24         | 1     | –     | 9           | -10         | 26    | 34    |
| Real Madrid F. C. · España  | 1.ª           | 1935-36       | 7           | -11         | 6     | -5    | 2           | –           | 15    | -16   |
| Real Madrid F. C. · España  | Total club    | Total club    | 82          | -100        | 30    | -26   | 40          | -36         | 152   | -162  |
| O. G. C. Nice Francia       | 2.ª           | 1936-37       | –           | –           | –     | –     | Inexistente | Inexistente | 0     | 0     |
| O. G. C. Nice Francia       | 2.ª           | 1937-38       | 4           | ?           | –     | –     | Inexistente | Inexistente | 4     | ?     |
| Total carrera               | Total carrera | Total carrera | 112         | -144        | 64    | -65   | 170         | -150        | 346   | -359  |
| 1. 2. 3. 4.                 |               |               |             |             |       |       |             |             |       |       |

### Como entrenador
| Club                | País                | Año     |
| ------------------- | ------------------- | ------- |
| O. G. C. Nice       | Francia             | 1937-38 |
| Athletic-Aviación   | España              | 1939-46 |
| R. C. Celta de Vigo | España              | 1946-49 |
| C. D. Málaga        | España              | 1949-51 |
| Selección de España | Selección de España | 1952    |
| La Salle FC         | Venezuela           | 1953    |
| R. C. Celta de Vigo | España              | 1953-55 |
| R. C. D. Español    | España              | 1955-57 |
| R. C. Celta de Vigo | España              | 1957-60 |
| R. C. D. Español    | España              | 1960-62 |

## Palmarés

### Como jugador

#### Torneos nacionales
| Título             | Club             | Año  |
| ------------------ | ---------------- | ---- |
| Copa               | F. C. Barcelona  | 1920 |
| Copa               | F. C. Barcelona  | 1922 |
| Copa               | R. C. D. Español | 1929 |
| Campeonato de Liga | Madrid F. C.     | 1932 |
| Campeonato de Liga | Madrid F. C.     | 1933 |
| Copa               | Madrid F. C.     | 1934 |
| Copa               | Madrid F. C.     | 1936 |

#### Torneos internacionales
| Título           | Equipo              | Sede    | Año  |
| ---------------- | ------------------- | ------- | ---- |
| Juegos Olímpicos | Selección de España | Amberes | 1920 |

### Como entrenador
| Título             | Club                   | Año  |
| ------------------ | ---------------------- | ---- |
| Campeonato de Liga | Athletic-Aviación Club | 1940 |
| Campeonato de Liga | Athletic-Aviación Club | 1941 |

### Distinciones individuales
| Distinción                        | Año  |
| --------------------------------- | ---- |
| Equipo ideal de la Copa del Mundo | 1934 |